# Skoonheid
Skoonheid es una película sudafricana de 2011 coescrita y dirigida por Oliver Hermanus. Fue estrenada en la sección Un Certain Regard del Festival de Cine de Cannes de 2011 y escogida para representar a Sudáfrica en la edición número 84 de los Premios de la Academia en la categoría de mejor película extranjera, pero finalmente no entró en la selección definitiva.

## Sinopsis
François van Heerden (Deon Lotz) es un hombre blanco de unos cuarenta años que vive en Bloemfontein, Sudáfrica. Casado con dos hijas adultas, lleva su propio negocio de madera y una vida aparentemente cómoda. También es abiertamente racista y homofóbico, pero al mismo tiempo se siente atraído sexualmente por otros hombres y tiene regularmente encuentros sexuales secretos con hombres blancos.
En la recepción de la boda de su hija conoce a Christian Roodt (Charlie Keegan), el joven y apuesto hijo de viejos amigos de la familia que viven en Ciudad del Cabo. Christian estudia derecho en la universidad mientras disfruta de una incipiente carrera como modelo masculino. François se encapricha con Christian, aprendiendo todo lo que puede sobre él. Cuando la otra hija de François, Anika, comienza a salir con Christian, su padre se pone celoso y busca una forma de castigarla. Durante una visita a su médico para un examen, queda claro que François sufre problemas psicológicos que afectan su salud, sin duda relacionados en parte con su incapacidad para aceptar su verdadera sexualidad.
Después de decirle a su esposa que necesita ir a Ciudad del Cabo por negocios durante unos días, François va a visitar a los Roodts para poder estar cerca de Christian. Al darse cuenta de que el joven no está allí, pide su número de teléfono con el pretexto de discutir un asunto legal con él. Más tarde, después de emborracharse en un bar gay de la ciudad, François llama a Christian y le pide que vaya a recogerlo. Encantado con la oportunidad de estar a solas con él, más tarde lo invita a su habitación de hotel para tomar una copa. Sospechando que Christian puede no estar interesado en él sino en su dinero, François intenta torpemente besarlo pero es rechazado con suavidad. Después de unos momentos, François inesperadamente estalla en una violenta furia, violando a Christian.
Días después, de vuelta a casa, François le pregunta a Anika si sigue viendo a Christian, pero ella dice que no ha sabido nada de él desde hace tiempo. François continúa tranquilamente con su vida como siempre, casi como si el horrible crimen que cometió nunca hubiera ocurrido.

## Reparto
- Deon Lotz es François van Heerden
- Roeline Daneel es Anika van Heerden
- Sue Diepeveen es Marika Roodt
- Charlie Keegan es Christian Roodt
- Albert Maritz es Willem Roodt
- Michelle Scott es Elena van Heerden

## Recepción
La película fue bien recibida por la crítica y actualmente cuenta con una aprobación del 84% en Rotten Tomatoes, con un promedio de 6,8 sobre 10. Peter Bradshaw de The Guardian se refirió al desempeño de Lotz como "una actuación ferozmente poderosa, pero a la vez sutil y compleja". David Parkinson de la revista Empire también elogió a Lotz y le dio tres estrellas de cinco posibles al filme en su calificación.